# East Clubbers
East Clubbers là bộ đôi DJ Ba Lan do Piotr Kwiatkowski (DJ Silver) và Piotr Wachnicki (Dj Sqren) thành lập năm 2002. Thành viên cũ của nhóm là Jarosław Gołowacz (Janardana).
Bộ đôi này hợp tác với nhà sản xuất người Ba Lan Jarosław Gołowacz. Các bài hát nổi tiếng của East Clubbers là: "Equal in Love", "Walk Alone", "Beat is Coming", "Crazy Right Now", "It's a dream", "Sextasy", " My Love, "Make Me Live", "Sexplosion" và "Where are you". Đầu năm 2009, bộ đôi này tuyên bố thôi hợp tác với nhau trong bữa tiệc đêm giao thừa tại câu lạc bộ "Galeon". Tuy nhiên, vào mùa thu năm 2009, bộ đôi này vẫn tiếp tục hoạt động, ra mắt đĩa đơn tên là "Another Day" .

## Các tác phẩm
Album
- E-Quality (2004, Dee Jay Mix Club)[2]
- Never Enough (2007, Camey Studio)[3]

Đĩa đơn
- More More More (2005, Trak Music)[4]
- Sextasy (2006, Dee Jay Mix Club)[5]
- It's A Dream (2006, Dee Jay Mix Club)[6]
- Sexplosion (2007, Dee Jay Mix Club)[7]

Bản phối lại (Remix)
- Mandaryna – L'Ete Indien (2004, Dee Jay Mix Club)[8]
- Beattraax / Groovebusterz – Project Well / Destiny (2004, Dee Jay Mix Club)[9]
- Mandaryna – Stay Together (2006, Dee Jay Mix Club)[10]
- Queens – We're The Queens (East Clubbers Remix) (2007, PAM)[11]
- Queens – Radio Active (2007, PAM)[12]
- Groovebusterz – Destiny (2007, Magic Records)[13]
- Sławomir Łosowski – Niebo... (2007, SL Music)[14]